# Thằn lằn cổ rắn
Thằn lằn cổ rắn hay Plesiosauroidea (/ˈpliːsiəsɔːr/; Hy Lạp: plēsios/πλησιος 'gần' và sauros/σαυρος 'thằn lằn') là một liên họ động vật bò sát biển ăn thịt đã tuyệt chủng trong bộ Plesiosauria. Thằn lằn cổ rắn được cho là đã xuất hiện từ kỷ Jura đến kỷ Creta. Sau những phát hiện của các nhà khoa học, một số loài thằn lằn cổ rắn được cho là giống như "một con rắn luồn qua mai rùa", mặc dù chúng không có mai.
Thằn lằn cổ rắn xuất hiện vào đầu kỷ Jura (tầng Sinemur thượng) và phát triển mạnh cho đến sự kiện tuyệt chủng K-T, vào cuối kỷ Creta. Thằn lằn cổ rắn cổ nhất đã được xác nhận là chính Plesiosaurus, trong khi tất các đơn vị phân loại trẻ hơn gần đây đã được xếp loại như là Pliosauroidea. Trong khi chúng là các loài bò sát hai cung (Diapsida) đại Trung sinh sống cùng thời gian với khủng long, nhưng chúng không phải là khủng long. Sỏi dạ dày thường được tìm thấy cùng với Plesiosauria.

## Phát hiện

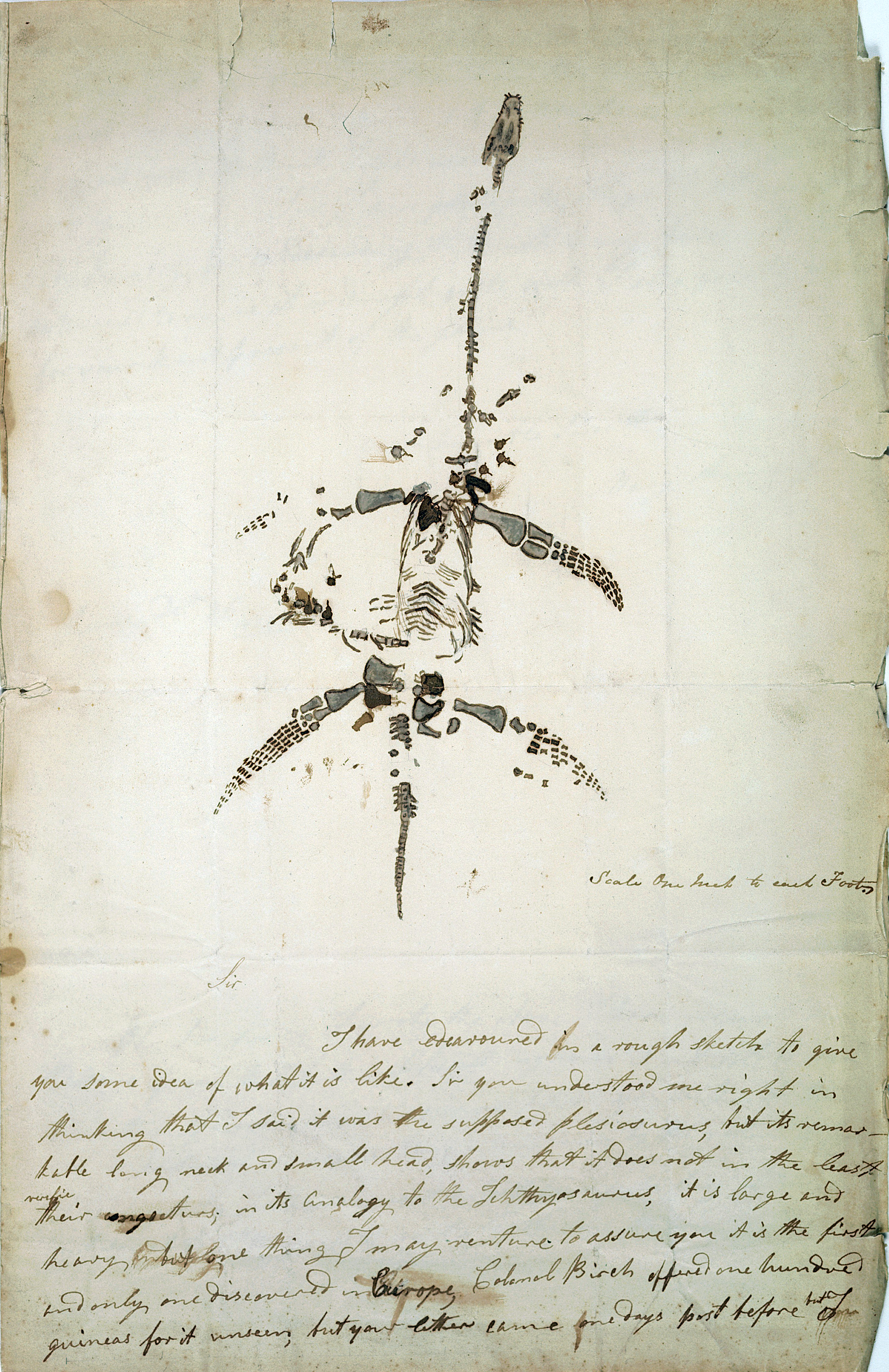
Hình vẽ và đoạn viết tay liên quan tới phát hiện Plesiosaurus, của Mary Anning.

Các bộ xương thằn lằn cổ rắn hoàn chỉnh đầu tiên được Mary Anning tìm thấy tại Anh vào đầu thế kỷ 19, và là một trong số các hóa thạch của động vật có xương sống đầu tiên được mô tả khoa học. Hóa thạch Plesiosauroidea được nhà địa chất học người Scotland Hugh Miller tìm thấy vào năm 1844 trong các lớp đá của nhóm Great Estuarine (khi đó được gọi là 'thống') ở phía tây Scotland. Nhiều hóa thạch khác cũng đã được tìm thấy, một số gần như hoàn chỉnh, và những khám phá mới được thực hiện thường xuyên. Một trong những mẫu vật tốt nhất đã được một người đánh cá xa bờ tìm thấy vào năm 2002 trên bờ biển Somerset (Anh). Mẫu vật này được gọi là mẫu Collard theo yêu cầu của người tìm thấy và được trưng bày tại Bảo tàng Taunton năm 2007. Một bộ xương không hoàn chỉnh khác cũng đã được một nhà cổ sinh vật nghiệp dư tìm thấy vào năm 2002, trong các vách đá tại Tập tiny, Yorkshire, Anh. Bộ xương được bảo quản và trưng bày tại Bảo tàng Rotunda ở Scarborough.

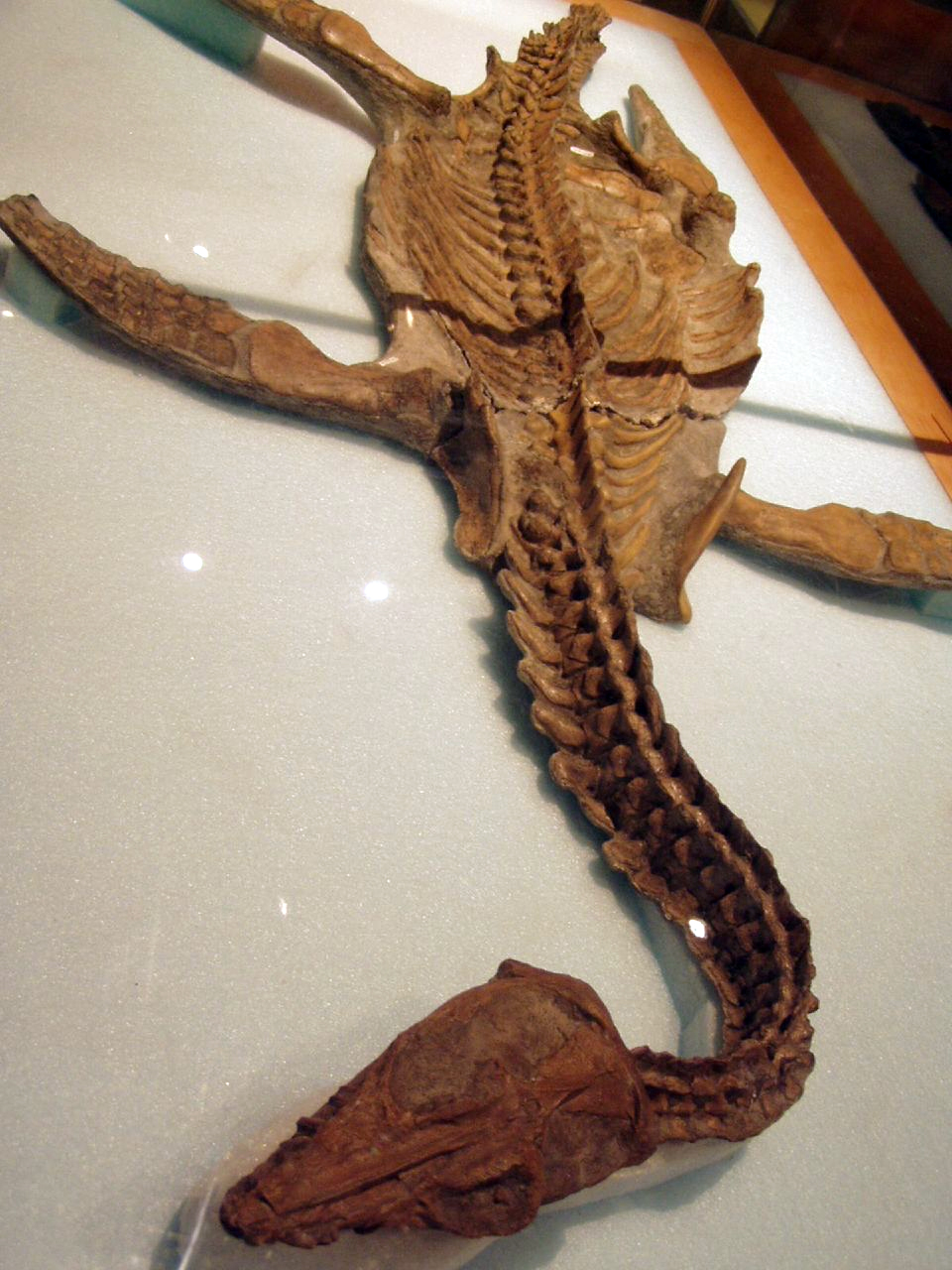
Nichollssaura được bảo tồn tốt tại Bảo tàng Royal Tyrrell

Nhiều bảo tàng cũng có hóa thạch Plesiosauroidea. Đáng chú ý trong số đó là các bộ sưu tập hóa thạch Plesiosauroidea trong Bảo tàng Lịch sử Tự nhiên London, đang được trưng bày tại phòng trưng bày bò sát biển. Một số mẫu vật quan trọng mang tính lịch sử có thể được tìm thấy ở đó, bao gồm bộ xương không hoàn chỉnh từ Elston, Nottinghamshire do William Stukeley thông báo năm 1719, nó là ghi chép sớm nhất bằng văn bản về bò sát biển. Các mẫu vật khác trong đó có nhiều mẫu được mua từ bộ sưu tập của Thomas Hawkins trong những năm đầu thế kỷ 19.
Các mẫu vật được trưng bày tại nhiều bảo tàng ở Anh như Bảo tàng New Walk, Leicester, Bảo tàng Yorkshire, Bảo tàng Sedgwick ở Cambridge, Bảo tàng Manchester, Bảo tàng Warwick, Bảo tàng Bristol và Bảo tàng Dorset. Một mẫu vật được trưng bày tại Bảo tàng Lincoln (nay là Bộ sưu tập) vào năm 2005. Bảo tàng Peterborough giữ một bộ sưu tập tuyệt vời của Plesiosauroidea từ hố khai quật đất sét Oxford trong khu vực. Mẫu vật hoàn chỉnh nhất đã biết về Plesiosauroidea cổ dài là Cryptoclidus, được khai quật vào những năm 1980, có thể được nhìn thấy ở đó.

## Đặc điểm

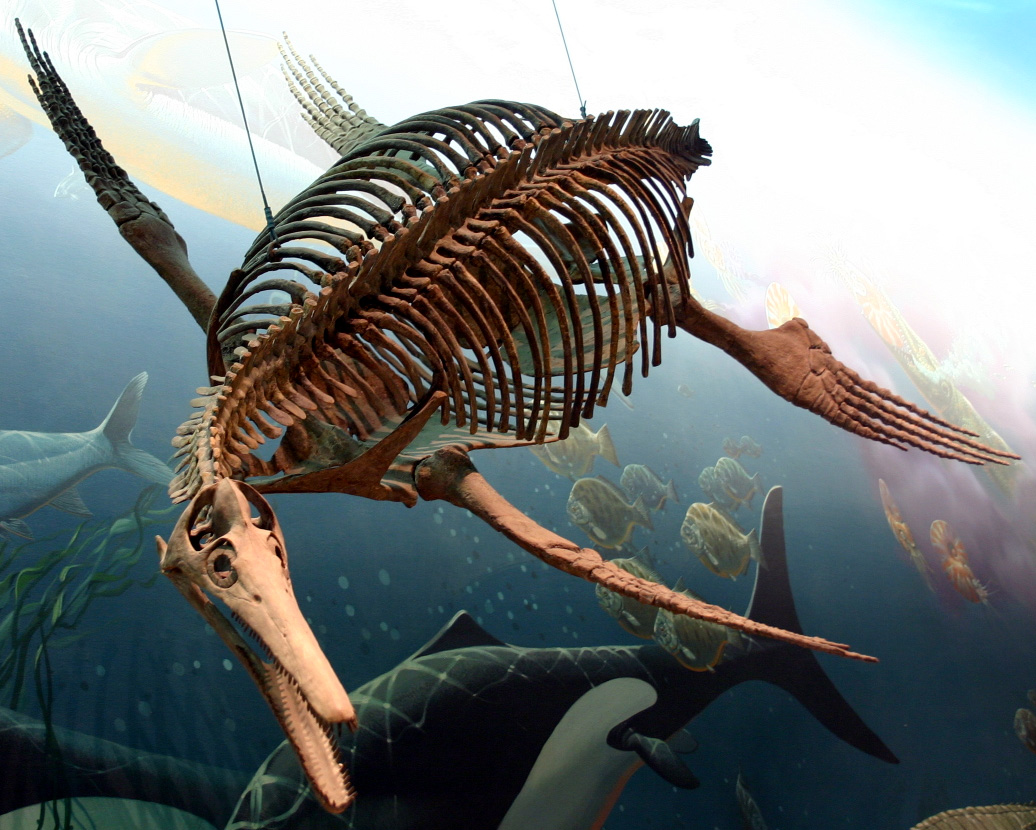
Dolichorhynchops, một loài plesiosauroidea cổ ngắn hàm dài, tại Bảo tàng Lịch sử Tự nhiên, Washington D.C.

Thằn lằn cổ rắn có thân rộng và đuôi ngắn. Chúng giữ lại từ tổ tiên hai cặp chi trước và sau, sau đó phát triển thành hai cặp chân bơi lớn.
Ở một số loài bò sát biển, được xác định bởi hồ sơ về răng, bao gồm cả Plesiosauroidea, đã có sự trao đổi chất máu nóng tương tự như ở động vật có vú. Chúng có thể sinh ra nội nhiệt để tồn tại trong môi trường nước lạnh hơn.

## Tiến hóa

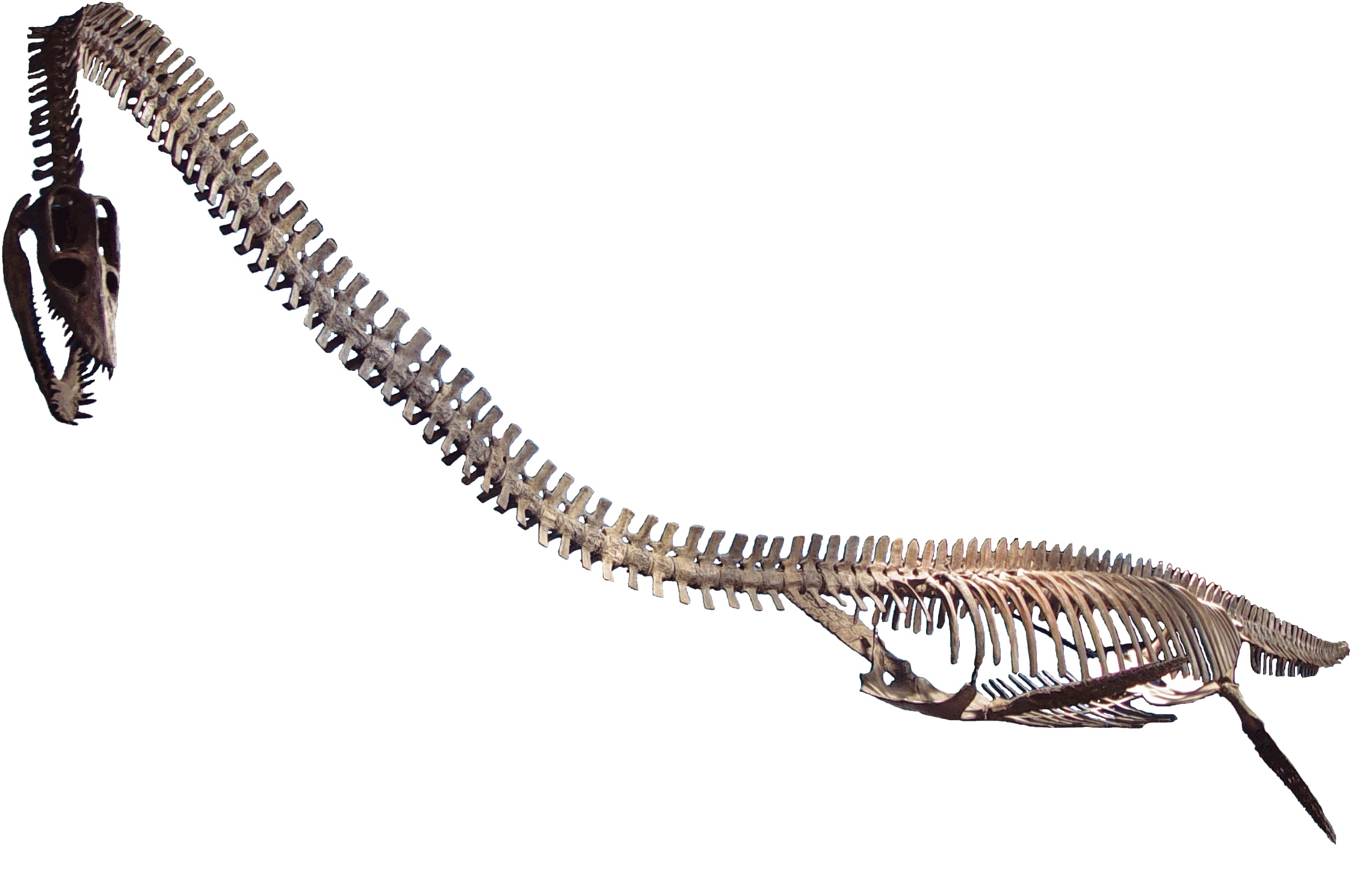
Elasmosaurus platyurus trong Rocky Mountain Dinosaur Resource Center ở Woodland Park, Colorado

Thằn lằn cổ rắn đã tiến hóa từ những dạng tương tự và có trước đó, như Pistosaurus. Một số họ của Plesiosauroidea vẫn còn duy trì một số đặc điểm bề ngoài chung giống nhau và chỉ được phân biệt bằng các đặc điểm cụ thể khác.
Các họ này bao gồm Plesiosauridae, với các loài chưa có nhiều đặc điểm khác biệt sống ở đầu kỷ Jura; Cryptoclididae, (như Cryptoclidus), với một cái cổ dài trung bình, cơ thể hơi mập; Elasmosauridae, với cái cổ dài không linh hoạt, đầu nhỏ; và Cimoliasauridae, một nhóm ít được biết đến của một số loài nhỏ sống trong kỷ Phấn trắng. Theo cách phân loại truyền thống, tất cả Plesiosauroidea có một cái đầu nhỏ, cổ dài, nhưng trong các phân loại gần đây, một nhóm loài ở kỷ Creta có cổ ngắn và đầu lớn, là họ Polycotylidae cũng nằm trong Plesiosauroidea, chứ không phải thuộc về Pliosauroidea như trong phân loại truyền thống. Kích thước của các loài Plesiosauria khác nhau có sự khác biệt đáng kể, với Trinacromerum có chiều dài ước tính khoảng 3 mét nhưng Mauisaurus có thể lên đến 20 mét.

## Tập tính

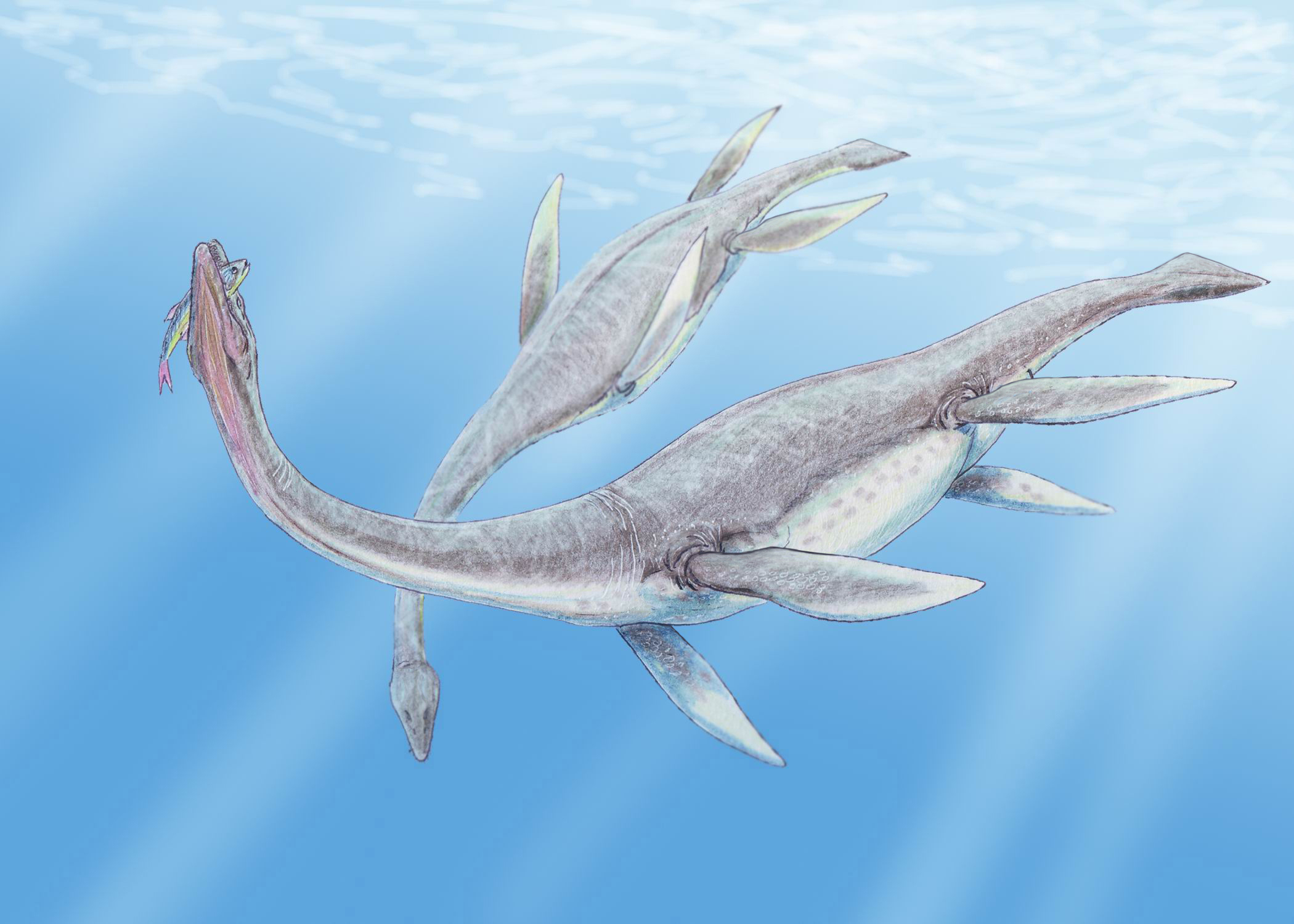
Phục dựng của một đôi Plesiosaurus dolichodeirus, một con đang bắt cá.

Không giống như các họ hàng là Pliosauroidea, các loài Plesiosauroidea (ngoại trừ Polycotylidae) có lẽ là những động vật bơi chậm. Rất có thể là chúng bơi chậm dưới mặt nước, dùng cái cổ dài linh hoạt để di chuyển đầu tới vị trí để đớp những con cá mất cảnh giác hay các động vật chân đầu (Cephalopoda). Sự thích nghi với kiểu bơi bằng bốn chân bơi có thể tạo cho chúng khả năng thao diễn hiếm có, sao cho chúng có thể nhanh chóng xoay cơ thể như một sự trợ giúp trong việc bắt mồi.
Trái ngược với nhiều phục dựng về Plesiosauroidea, nói chung chúng không thể nhấc đầu và cái cổ dài lên trên mặt nước, trong tư thế "giống như thiên nga" mà người ta thường chỉ ra {Everhart, 2005}. Ngay cả khi chúng có thể uốn cong cổ lên phía trên tới mức độ đó thì trọng lực sẽ đẩy nhẹ cơ thể chúng về phía trước và làm cho phần lớn của cái cổ nặng vẫn chìm trong nước.
Loạt phim truyền hình Walking with Dinosaurs (Đồng hành cùng khủng long) chỉ ra cảnh một loài Plesiosauroidea là Cryptoclidus lao lên cạn như một con hải sư.
Ngày 12/08/2011, các nhà nghiên cứu ở Hoa Kỳ đã mô tả một hóa thạch của một con plesiosaur đang mang thai tìm thấy tại một trang trại ở Kansas năm 1987. Loài Plesiosauroidea này, Polycotylus latippinus, đã xác nhận rằng loài bò sát biển săn mồi này đẻ ra một con non to lớn - trái ngược với kiểu sinh sản của bò sát biển khác, thường là đẻ ra một lượng lớn các con non nhỏ. Trước nghiên cứu này, Plesiosauroidea đôi khi được miêu tả như là bò ra khỏi nước để đẻ trứng theo kiểu giống như rùa biển, nhưng các chuyên gia đã nghi vấn điều này từ lâu do giải phẫu của chúng không thích hợp với việc di chuyển trên cạn. Cá thể trưởng thành của loài plesiosauria này dài 4 m còn con non dài 1,5 m.

## Phân loại
Phân loại Plesiosauroidea bị thay đổi thường xuyên; dưới đây là một phiên bản (xem Evans 2012)

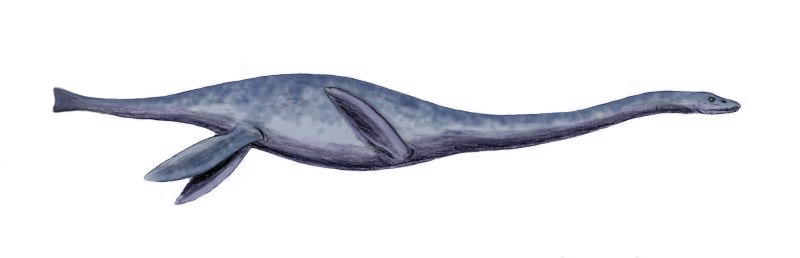
Mauisaurus

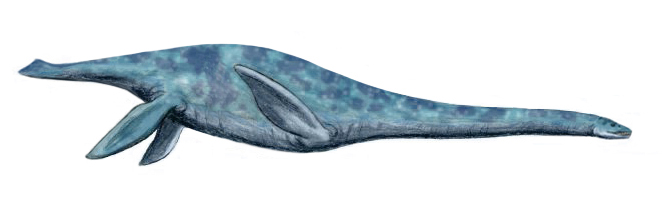
Muraenosaurus

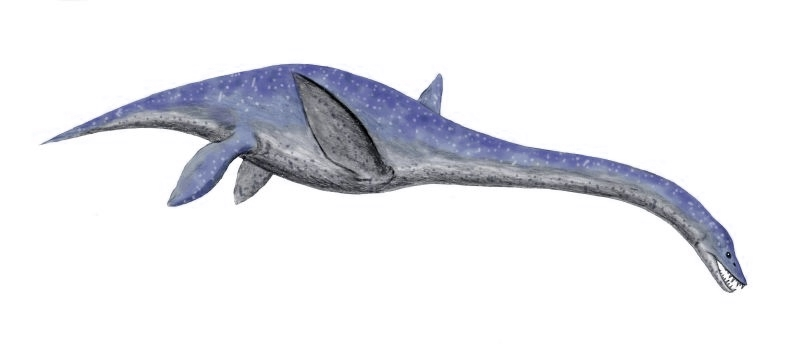
Libonectes

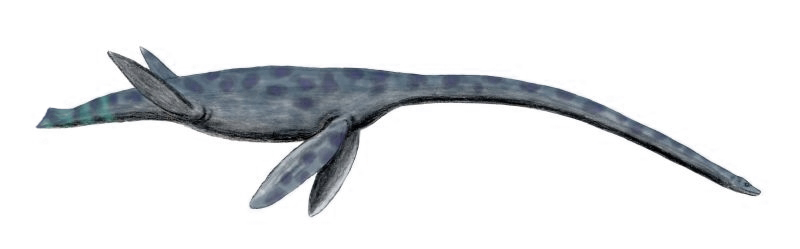
Styxosaurus

- Liên bộ SAUROPTERYGIA
  - Bộ PLESIOSAURIA
    - Phân bộ Pliosauroidea
    - Phân bộ Plesiosauroidea
      -  ? Leurospondylus
      - Eoplesiosaurus
      - Eretmosaurus
      - Westphaliasaurus
      - Họ Plesiosauridae
        - Plesiosaurus

      - Euplesiosauria
        - Họ Microcleididae
          - Hydrorion
          - Lusonectes
          - Microcleidus
          - Occitanosaurus
          - Seeleyosaurus

        - Họ Cryptoclididae
          -  ?Abyssosaurus
          - Opallionectes
          - Pantosaurus
          - Picrocleidus
          - Plesiopterys
          - Scanisaurus
          - Phân họ Cryptoclidinae
            - Colymbosaurus
            - Cryptoclidus
            - Kimmerosaurus
            - Tatenectes
            - Tricleidus

          - Phân họ Muraenosaurinae
            - Muraenosaurus
            - Vinialesaurus

        - Họ Elasmosauridae
          - Albertonectes
          - Aphrosaurus
          - Callawayasaurus
          - Elasmosaurus
          - Eromangasaurus
          - Fresnosaurus
          - Futabasaurus
          - Hydralmosaurus
          - Hydrotherosaurus
          - Libonectes
          - Mauisaurus
          - Styxosaurus
          - Terminonatator
          - Thalassomedon
          - Tuarangisaurus
          - Wapuskanectes
          - Zarafasaura
          - Phân họ Aristonectidae
            - Aristonectes
            - Kaiwhekea

          - Elasmosaurids (nomen dubium)
            - Cimoliasaurus[10]
            - Goniosaurus
            - Ogmodirus
            - Orophosaurus
            - Piptomerus
            - Woolungasaurus[11]